# Démission du gouvernement français
En France, la démission du gouvernement est l'acte juridique par lequel le Premier ministre présente sa démission et celle de ses ministres au président de la République, qui l'officialise ou la refuse.

## Concept

### Définition
La démission du gouvernement est réglée par l'article 8 de la Constitution de la Cinquième république, qui dispose que le président de la République « met fin à ses fonctions [celles du Premier ministre] sur la présentation par celui-ci de la démission du Gouvernement ». 
Cette formulation est toutefois ambiguë en ce qu'elle ne rend pas clair le pouvoir révocatoire du président de la République sur le Premier ministre. Le Premier ministre présente la démission du gouvernement, mais cela peut-il être la résultante d'un ordre du président de la République ? Dans Le Pouvoir et la Vie, Valéry Giscard d'Estaing soutient que l'ambiguïté autour des conditions de démission du Premier ministre est « une lacune de notre Constitution ». L'ambiguïté a été cultivée par les présidents : si François Mitterrand a répondu, dans un entretien à la revue Pouvoirs du 7 mars 1988, que « le Premier ministre, qui met en œuvre la politique de la majorité gouvernementale, ne peut être révoqué que par elle », dans les faits, la démission du Premier ministre est liée à une décision du président de la République, et non à une décision de démission autonome du Premier ministre.

### Démission de courtoisie
La démission dite de courtoisie est une tradition républicaine qui consiste en la démission du gouvernement en place à l'issue des élections législatives, y compris lorsque ces dernières voient la victoire du parti ou de la coalition gouvernant. Passées peu ou prou inaperçues pendant des décennies, ces démissions de courtoisie provoquent un certain nombre de réactions médiatiques lors de la démission du gouvernement Borne, refusée par le président de la République, au surlendemain des élections législatives de 2022.
Parmi les démissions de courtoisie, on peut citer, par exemple, celle du premier gouvernement Rocard (22 juin 1988), celle du premier gouvernement Fillon (18 juin 2007), ou encore celle du premier gouvernement Ayrault (18 juin 2012).

## Historique

### Présidence de Charles de Gaulle

#### Démission de Michel Debré
La démission de Michel Debré se fait sur le ton du consensus avec Charles de Gaulle. Il écrit, dans sa lettre de démission du 14 avril 1962 : « Comme il était convenu, et cette étape décisive étant franchie, j'ai l'honneur, mon Général, de vous présenter la démission du gouvernement ». 
Toutefois, dans la lettre de réponse datée du même jour, le président rend clair qu'il considère que c'est une demande du Premier ministre que d'être démissionné, bien qu'il reprenne l'idée d'un consensus : « Mon cher Ami, En me demandant d'accepter votre retrait du poste de Premier ministre et de nommer un gouvernement, vous vous conformez entièrement, et de la manière la plus désintéressée, à ce dont nous étions depuis longtemps convenus ».

#### Démission de Georges Pompidou
Dès sa nomination à l'hôtel Matignon, Georges Pompidou doit remettre à Charles de Gaulle une lettre de démission en blanc, afin qu'il puisse le démissionner lorsqu'il le souhaite.
La première démission de Georges Pompidou est liée à l'application de l'article 50 de la Constitution, selon lequel l'Assemblée nationale ayant adopté une motion de censure à l'égard du gouvernement, le Premier ministre doit remettre la démission du gouvernement au président de la République. C'est ainsi que le Premier ministre Pompidou remet sa première démission le 5 octobre 1962.
Dans la lettre de démission que le Premier ministre Georges Pompidou adresse au président Charles de Gaulle en 1968, il écrit : « Mon général, Vous avez bien voulu me faire part de votre intention [...] de procéder à la nomination d'un nouveau gouvernement ». Il rend ainsi clair que c'est la volonté du président que de changer de Premier ministre. Cette lettre entérine une double responsabilité du Premier ministre à l'égard de l'Assemblée nationale comme du président. Le sous-entendu est toutefois balayé par Charles de Gaulle, qui répond, dans une lettre datée du même 10 juillet 1968, « je crois devoir accéder à votre demande de n'être pas, de nouveau, nommé Premier ministre ».

#### Démission de Maurice Couve de Murville
Maurice Couve de Murville ne présente pas sa démission à Charles de Gaulle, qui l'avait pourtant nommé, mais à Georges Pompidou. En effet, le gouvernement reste en place durant la présidence par intérim d'Alain Poher. Il ne présente la démission de son gouvernement qu'après l'élection présidentielle de 1969 (JO du 20 juin 1969).

### Présidence de Georges Pompidou

#### Démission de Jacques Chaban-Delmas
Jacques Chaban-Delmas imite la lettre de démission du Premier ministre Georges Pompidou en écrivant, dans sa lettre de démission :« Monsieur le Président de la République, vous m'avez fait part de votre intention de changer de gouvernement ».

#### Démission de Pierre Messmer
Georges Pompidou exige de Pierre Messmer qu'il lui remettre au début de son mandat de Premier ministre une lettre de démission en blanc, à l'image de ce que Charles de Gaulle avait pratiqué avec lui jadis.

### Présidence de Valéry Giscard d'Estaing

#### Démission de Jacques Chirac
Valéry Giscard d’Estaing raconte que, le 28 mai 1974, le Premier ministre nouvellement nommé lui a donné une lettre de démission en blanc, sur laquelle seule la date restait à inscrire. Jacques Chirac aurait déclaré : « Il faut que vous soyez libre de mettre fin à mes fonctions et à celles du gouvernement quand vous le souhaiterez ».
La lettre de démission de Jacques Chirac à Valéry Giscard d'Estaing (1976) témoigne d'une indépendance de la décision de démission du Premier ministre à l'égard du président. Chirac écrit en effet « Je ne dispose pas des moyens que j'estime aujourd'hui nécessaires pour assurer efficacement mes fonctions de Premier ministre et dans ces conditions, j'ai décidé d'y mettre fin ».

#### Démission de Raymond Barre
Raymond Barre démissionne une première fois en 1977. Valéry Giscard d'Estaing déclare : « Demain matin, je demanderai à M. Raymond Barre de diriger un nouveau gouvernement ». Il présente sa démission la dernière semaine de la présidence de Valéry Giscard d'Estaing.

### Présidence de François Mitterrand

#### Démission de Pierre Mauroy
La lettre de Pierre Mauroy maintient un flou au sujet de la responsabilité de la décision de démission du Premier ministre. Il écrit dans sa lettre de démission du 17 juillet 1984, « comme nous en avons constaté la nécessité ... ». Le président Mitterrand y répond en écho dans sa propre lettre de remerciement, datée du même jour, où il écrit : « Comme nous en sommes convenus au cours de nos récents entretiens, l'évolution de la situation politique... ».

#### Démission de Laurent Fabius
La démission de Laurent Fabius est décidée par François Mitterrand après la victoire de la droite aux élections législatives de 1986. Le 17 mars 1986, Laurent Fabius envoie sa lettre de démission, où il rappelle que les Français ayant élu une nouvelle majorité la veille, il se « tient à [la] disposition [du président] pour [lui] présenter [s]a démission et celle de [s]on gouvernement au moment qu['il] juger[a] le plus opportun ».

#### Démission de Michel Rocard
Michel Rocard écrit une lettre mettant en avant la décision du président de la République de changer de gouvernement, en écrivant en 1991 : « Vous avez bien voulu me faire part de votre intention de former un nouveau gouvernement ».

#### Démission d’Édouard Balladur
Dans Le pouvoir ne se partage pas, où il retrace le déroulement de la deuxième cohabitation, Édouard Balladur remarque qu'« il ne fut pas question, comme cela avait été parfois le cas depuis 1958, que le Premier ministre, le jour de sa nomination, signe à l'adresse du président de la République une lettre de démission en blanc ». Il attribue à la cohabitation l'impossibilité de la mise en œuvre d'une telle pratique.

### Présidence de Jacques Chirac

#### Démission de Lionel Jospin
À la suite de sa défaite au premier tour de l'élection présidentielle de 2002, le Premier ministre Lionel Jospin annonce le soir son retrait de la vie politique, en déclarant : « J'assume pleinement la responsabilité de cet échec et j’en tire les conclusions en me retirant de la vie politique, après la fin de l'élection présidentielle. Jusque-là, je continuerai naturellement d'exercer ma fonction de chef du gouvernement. J'exprime mes regrets et mes remerciements à tous ceux qui ont voté pour moi et je salue les Français que j'ai servis de mon mieux pendant ces cinq années. » Comme annoncé, Lionel Jospin présente sa démission à Jacques Chirac le 6 mai 2002, au lendemain du second tour.

### Présidence de Nicolas Sarkozy
Nicolas Sarkozy n'a eu qu'un seul Premier ministre pendant l'intégralité de son quinquennat : François Fillon.
Après les législatives de 2007, François Fillon a présenté sa démission au Président de la République. Il affirme que « quand on est battu, ça veut dire qu'on n'a pas le soutien du peuple et qu'on ne peut pas rester au gouvernement ». Il est immédiatement renommé Premier ministre et reste le seul premier ministre durant tout le quinquennat de Nicolas Sarkozy.

### Présidence de François Hollande

#### Démission de Manuel Valls
Manuel Valls présente la démission de son gouvernement à peine 147 jours après avoir été nommé à l'hôtel Matignon, du fait de ses divergences avec certains ministres, dont Arnaud Montebourg. Cette démission est qualifiée par Frédéric Rouvillois de « super remaniement déguisé », car il ne s'agit que d'un prétexte pour que le président demande au Premier ministre de nommer immédiatement après un nouveau gouvernement.

### Présidence d'Emmanuel Macron

#### Démission de Gabriel Attal
Le 16 juillet 2024, la démission du Premier ministre Gabriel Attal fait suite à son échec aux élections législatives anticipées organisées après la dissolution de l’Assemblée nationale décidée par le président Emmanuel Macron en réponse aux résultats décevants des élections européennes de 2024.
Le gouvernement Attal restera en place pour gérer les affaires courantes, notamment en raison des Jeux Olympiques de Paris, jusqu'à la nomination de Michel Barnier le 5 septembre : c'est la période la plus longue entre la démission d'un gouvernement et la nomination du suivant depuis la Seconde Guerre mondiale.

#### Démission de Michel Barnier
La démission du gouvernement de Michel Barnier est la conséquence de l'adoption de la motion de censure du 4 décembre 2024 à l'encontre de Michel Barnier qui avait engagé sa responsabilité pour tenter de faire adopter le projet de loi de financement de la Sécurité sociale pour 2025, conformément à l'article 49 alinéa 3 de la Constitution.